# 許真
許真（ホ・ジン、朝鮮語: 허진, ロシア語: Хо Дин、1928年2月2日 - 1997年1月5日）は、ソビエト連邦・ロシアの詩人・作家・教育者。本名許雄培（ホ・ウンベ、朝鮮語: 허웅배, ロシア語: Хо Ун Пе）。また、林隠（イム・ウン、朝鮮語: 임은）という筆名も用いた。

## 生涯
許雄培は1928年2月2日、中国に生まれ、ハルビンで中等教育を受けた。義兵運動で知られた許蔿（旺山）の孫で、抗日パルチザンの許亨植も親族である。
1950年に勃発した朝鮮戦争では、朝鮮人民軍の少佐、宣撫工作隊長として参戦。1952年からソ連に留学し、モスクワの国立映画大学脚本科で学ぶ。
1956年2月、ソ連共産党第20回大会で行われたスターリン批判に対し、留学生の間では肯定的な受け止めが広がった。チャイコフスキー音楽院に留学していた鄭枢によると、『金日成将軍の歌』を作曲した金元均ですら金日成への批判的な冗談を聞いて笑うほどだったという。一方で、北朝鮮では1956年に八月宗派事件が起こり、その余波を受けて1957年10月には駐ソ大使の李相朝がソ連へ亡命した。兄の許光培が李相朝と共に活動した経験を持っており、許雄培も不安を抱いた。
そんな中で行われた1957年11月27日に行われた留学生大会で、許雄培は金日成への個人崇拝を公然と批判した。朝鮮労働党の公式見解は「我が党には個人崇拝は存在しない、存在したとすれば南労党派による朴憲永へのそれだけだ」というものだったが、許雄培は「個人崇拝とは、国家の第二人者（朴憲永）に捧げられるものではなく、第一人者（金日成）にのみ捧げられるものだ」と発言したのである。許雄培は壇上から引きずり降ろされ、そのまま逃亡した。一旦は説得に応じて北朝鮮大使館に戻ったが、拘束されそうになったのでトイレの窓から脱出し、地下鉄の駅員に助けを求めた。
許雄培は同時期に亡命した国立映画大学脚本科の仲間である韓大鎔、李庚真とともに名を真に改め、許真、韓真、李真の3人は以後「三真」として知られた。その後、90年代に入り他の国立映画大学の亡命留学生キム・ジョンフン、ヤン・ウォンシク、チェ・グギン、チョン・リング、リ・ジンファンもあわせて「八真」、国立シチェープキン演劇大学のメン・ドンウク、チャイコフスキー音楽院の鄭枢もあわせて「十真」と呼ばれるようになった。
1982年、林隠名義で『北朝鮮王朝成立秘史：金日成正伝』を日本の自由社から出版、同年には韓国でも『（北韓）金日成王朝秘史：金日成正伝』という書名で韓国洋書社から翻訳出版されたが、全斗煥政権によって即座に発禁処分とされた。金日成が行った経歴の誇大宣伝を批判する内容とはいえ、その抗日パルチザン活動自体は認めていたこと、そして林隠自身が社会主義者であって、金日成によって粛清された国内派、延安派、ソ連派などを「赤い殉教者」として顕彰していたことから、朝鮮半島の南北双方で禁書となった。
1987年10月21日、文化公報部の「出版活性化措置」によって韓国における禁書指定は解除され、1989年、『北朝鮮創設主役が書いた金日成正伝』として沃村文化社から正式に復刊された。1989年の時点でも林隠はその正体を明かしていなかったが、後に許真であると判明した。林隠という筆名は、許蔿の郷里である善山郡亀尾面林隠里（現代の亀尾市林隠洞）からとったものだった。
在ロシア高麗人協会会長や高麗日報会長を務めた。1997年1月5日、モスクワで死去。

## 著作
- 林隠『北朝鮮王朝成立秘史 : 金日成正伝』自由社、1982年4月1日。NDLJP:12172309。
  - 임은『(북한)김일성왕조비사:김일성정전』한국양서사, 1982.
  - 임은『북조선창설주역이 쓴 김일성정전』옥촌문화사, 1989.